# Heinrich Cornelius Agrippa von Nettesheim
Heinrich Cornelius Agrippa von Nettesheim (14. září 1486, Kolín nad Rýnem – 18. února 1535, Grenoble) byl německý polyhistor, lékař, právník, voják, teolog a okultní spisovatel. Je považován za jednoho z nejvlivnějších okultistů raného novověku. Jeho dílo Tři knihy okultní filozofie bylo vydáno v roce 1533, ale kolínský inkvizitor ho odsoudil jako kacířské. Jeho práce silně čerpala z vlivů kabaly, hermetismu a novoplatonismu.
V dobrodružném životě se ucházel o přízeň různých dvorů a univerzit, působil jako městský lékař a právník, sloužil ve vojsku, všude se ale dostal brzy do sporů a musel odejít. Prošel tak celou západní Evropu, stýkal se se slavnými humanisty a byl třikrát ženat. Plné rozporů je i jeho dílo, v němž jednak shromáždil látku z nejrůznějších magických spisů a snažil se je obhájit jako užitečnou vědu, napsal však také ostrou kritiku všeho vědění včetně svého vlastního. Byl reálnou inspirací pro Goethova Fausta.

## Život
Hlavním pramenem pro Agrippův životopis je jeho korespondence z let 1507-1535, která však není historicky příliš spolehlivá. Na univerzitě v Kolíně studoval latinu, teologii, hermetismus, magii, lékařství, římské právo, mechaniku, optiku a geometrii. Roku 1500 získal titul bakaláře a o dva roky později titul licenciáta (magistra) svobodných umění. V letech 1502-1507 žil a studoval v Paříži, kde se spřátelil s řadou významných humanistů, roku 1509 přednášel na univerzitě v Burgundském Dole o kabalistické knize Johanna Reuchlina. V roce 1510 byl v Anglii, snad ve službách císaře Maxmiliána I., a navštěvoval teologické přednášky Johna Coleta. V letech 1511-1518 žil v různých městech v Itálii, přednášel v Turíně a v Pavii, kde se poprvé oženil. Markýzovi z Montferrat věnoval dva spisky, Dialog o člověku a O trojím důvodu pro poznávání Boha, ale u dvora se neuchytil. Měl však příležitost stýkat se s podobně smýšlejícími humanisty a prohloubil své znalosti kabaly a hermetismu, zejména četbou spisů a překladů Pica della Mirandoly. Studoval také u židovských kabalistů.

V Itálii začal psát své nejznámější dílo De occulta philosophia (Okultní filosofie, vyšlo 1531–1533), v němž se snažil rehabilitovat magii v křesťanství. Tvrdil, že magie není dílem ďábla, nýbrž že se jedná o vědu, která odhaluje tajemné zákonitosti stvoření. Tyto tajemné zákonitosti se skrývají v řecké, egyptské a perské moudrosti, ale také v Tóře. Odkrývá je kabala, kterou je ovšem podle Agrippy nutné interpretovat a doplnit v duchu křesťanského zjevení. Agrippovo dílo se stalo jedním z nejdůležitějších magicko-okultistických děl.

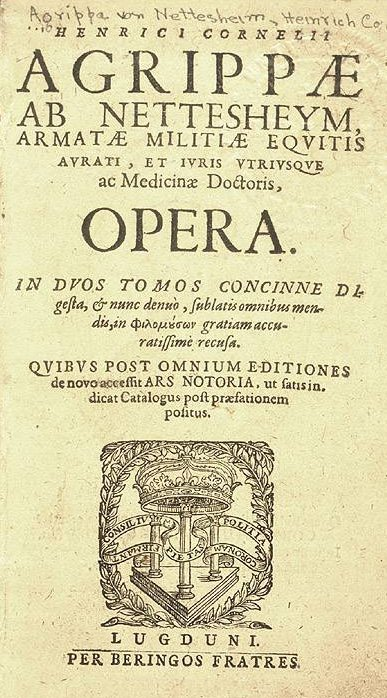
Sebrané spisy (Lyon, kolem 1580

Od roku 1518 působil jako městský právník v Metách, od 1521 jako městský lékař v Ženevě, kde se po smrti své první ženy oženil podruhé, a v letech 1523-1524 jako lékař ve Fribourgu. V té době se seznámil se spisy Martina Luthera a dalších reformátorů, sám však zůstal přívržencem Erasma Rotterdamského. Roku 1524 se stal osobním lékařem královny-matky u dvora krále Františka I., který tehdy sídlil v Lyonu. Vlivné králově sestře Markétě Navarrské věnoval traktát O chvále žen, přesto však byl roku 1526 propuštěn. Ve velké nouzi napsal skeptický traktát O marnosti všech věd a umění, kde zpochybnil všechnu lidskou učenost a výslovně i své vlastní knihy o magii, protože jedinou jistotou je slovo Boží.
Roku 1528 odešel do Antverp a ucházel se o přízeň u dvora císaře Karla, který s Francií právě válčil. U Markéty Habsburské jako guvernérky sice dostal jen skromné místo, mohl zde však vytisknout své spisy. Ty se těšily velkému úspěchu, spis O marnosti však mimo jiné ostře kritizoval žebravé mnichy a na jejich nátlak byl propuštěn. Roku 1532 byl krátce uvězněn pro dluhy a pak uprchl do Kolína k arcibiskupovi Herrmanu von Wied, který se o hermetismus zajímal. Dal zde tisknout spis Okultní filosofie a když církevní cenzoři namítali, arcibiskup tisk prosadil. Agrippa vytiskl ještě další polemické spisy na obranu francouzského humanisty Lefèvra d'Etaples, což vyvolalo další spory. Roku 1535 se vrátil do Lyonu, kde byl uvězněn, ale na přímluvy přátel brzy propuštěn. Krátce nato, snad v Grenoblu, zemřel. Tři z jeho dětí pak žily ve Francii.

## Hlavní spisy
- De occulta philosophia (Okultní filosofie, 1534) je pokus obhájit magii, očištěnou od démonských prvků, a zařadit ji do novoplatónského systému hierarchií. Agrippa zde sebral množství materiálu, o němž (z velké části mylně) předpokládal, že je to cenné dědictví prastaré moudrosti, řecké, židovské, egyptské i perské, které by se dalo dobře využít k ovládání přírody i lidí. Protože je však také nebezpečné, musí zůstat v tajnosti a smí se odhalit jen velmi moudrým a mravným lidem. Kniha tak nepodává žádné návody a zůstává na spekulativní rovině. Domnělá "4. kniha" je podvrh, který Agrippa sám odmítl. Je méně známo, že součástí spisu Okultní filosofie jsou kapitoly týkající se výhradně astrologie. Netýkají se však sestavování horoskopů či na nich založených astrologických predikcí. Představují podrobný výčet korespondencí mezi "tradičními" tělesy sluneční soustavy, tj. Sluncem, Měsícem a planetami viditelnými pouhým okem a (mimo jiné) přírodninami, tj. minerály, rostlinami a živočichy.
- De incertitudine et vanitate scientiarum declamatio invectiva (O nejistotě a marnosti věd) je pro badatele záhada. Spis je ostrá kritika a zpochybnění všech věd, protože lidské poznání se nemůže dobrat pravdy, která je nám přístupná jen ve slově Božím – v Bibli. Výslovně v ní zpochybňuje i svůj spis Okultní filosofie jako omyl mladých let – jenže tuto knihu Agrippa dál tiskl i po vydání této (sebe)kritiky. Na tuto námitku se hájil tím, že je to declamatio, to jest názor, předložený k diskusi, který nemusí být pravdivý.
- De nobilitate et praecellentia foeminei sexus (O vznešenosti a výtečnosti ženského pohlaví, 1529) je spíše účelový spis pro královnu a regentku. Agrippa zde uvádí příklady vynikajících žen starověku, jejich veřejných a politických úspěchů a navazuje úvahami o tom, že ženy jsou ctnostnější a laskavější než muži, že nemají sklon ke korupci a sporům.[2]

## V populární kultuře
Agrippovými spisy byla ovlivněna tvorba českého psychedelického rocku konce 60. a začátku 70. let, zvláště u kapel The Primitives Group a v raném období The Plastic People of the Universe.
Postava Agrippy, stejně jako jeho žáka Johanna Weyera, se objevila roku 2010 ve světoznámé hororové videohře Amnesia: Pád do temnoty, jako jedna z hlavních postav.